# Alfredo Bruniera
Alfredo Bruniera (30 septembre 1906 - 26 mars 2000) est un prélat italien de l'Église catholique qui a passé sa carrière au service diplomatique du Saint-Siège.

## Biographie
Alfredo Bruniera est né à San Pelagio, en Italie, le 30 septembre 1906 et étudie au séminaire de Trévise. Il est ordonné prêtre dans le diocèse de Trévise par André-Hyacinthe Longhin le 9 juillet 1933. Il travaille en paroisse jusqu'en février 1934, date à laquelle il devient secrétaire du nouveau délégué apostolique en Chine (en) Mario Zanin (de). Il travaille ensuite dans les nonciatures du Chili (en) et de l'Argentine (en).
Le 12 décembre 1954, le pape Pie XII le nomme archevêque titulaire de Claudiopolis-en-Honoriade (de) et délégué apostolique au Congo belge (en). Il reçoit sa consécration épiscopale le 2 janvier 1955 du cardinal Celso Costantini.
Le 25 avril 1959, le pape Jean XXIII le nomme nonce apostolique en Équateur (en)
Le 23 octobre 1965, il est nommé nonce apostolique en Uruguay (en) par le pape Paul VI.
Le 23 avril 1969, il est nommé nonce apostolique au Liban (en). À cela s'ajoutent les responsabilités de la pro-nonce apostolique au Koweït (en) le 7 juillet 1969; il est le premier à diriger cette nonciature. Il est remplacé au Koweït par Jean Rupp le 4 mars 1975.
Son service en tant que nonce prend fin lorsqu'il est nommé vice-président du Conseil pontifical Cor Unum par le pape Jean-Paul II le 6 novembre 1978. Il se retire du Conseil lors de la nomination de son successeur, Alois Wagner (de), le 10 décembre 1981.
Il décède le 26 mars 2000

## Succession apostolique
Alfredo Bruniera a ordonné les évêques suivants :
- Évêque André Lefèbvre, S.I. (1955)
- Évêque Luis Alfonso Crespo Chiriboga (1963)
- Évêque Victor Garaygordóbil Berrizbeitia (de) (1964)
- Évêque Vicente Felicísimo Maya Guzmán (1964)
- Évêque Jorge Francisco Mosquera Barreiro, O.F.M. (1964)
- Évêque Luis Clemente de la Vega Rodríguez (es) (1965)
- Évêque Paul Bassim (de), O.C.D. (1974)